# Безусловна предаја
Безусловна предаја у рату представља предају током које зараћена страна која се не предаје не поставља никакве захтеве и услове за предају, осим оних прописаних међународним правом. Страна у сукобу пристаје на безусловну предају обично само ако је у потпуности онеспособљена за наставак непријатељстава. Објављивање да само безусловна предаја долази у обзир може да представља психолошки притисак на слабијег противника. Такође се сматра да стављање непријатеља у позицију у којој ништа не може да добије дипломатијом и преговорима, може да га само учврсти у намери да се бори до самог краја. Пример безусловне предаје је капитулација сила Осовине у Другом светском рату.

## Примери

### Бану Курајза током Мухамедове ере
Након Битке на Хендеку, у којој су муслимани тактички надмашили своје опоненте уз задобијање веома малих жртава, напори за пораз муслимана нису успели, а ислам је постао утицајан у региону. Као последица тога, муслиманска војска је опколила суседство племена Бану Курајза, што је довело до њихове безусловне предаје. Сви мушкарци, осим неколицине који су прешли на ислам, били су погубљени, а жене и деца су поробљени. Историјска веродостојност овог инцидента је доведена у питање.